# Gràcia (tipografia)
Una gràcia o, en anglès, serif, és un traç decoratiu que forma la terminació de les astes dels caràcters d'algunes tipografies, com ara les egípcies, romanes antigues i romanes modernes. Es considera que ajuda a la llegibilitat de les lletres. És absent en les tipografies conegudes com a pal sec, pal bastó, o simplement pal tot i que també té ús el terme anglès de sans-serif (del francès  sans :"sense").
La indústria de la impressió es refereix a les tipografies sense remat com a grotesc (en alemany,  Grotesk ) o gòtic. Les rematades no tenen nom especial i s'anomenen simplement rematades, encara que també s'usa el terme romà (roman en anglès).

## Origen i etimologia
En l'escriptura romana del període clàssic ja existia un tipus de lletra amb serif, la majúscula monumental. L'explicació que dona per a l'aparició de les gràcies Edward Catich en la seva obra de 1968 The Origin of the Serif  (l'origen del serif) és àmpliament acceptada, encara que no unànimement. Hi especula que en el procés de gravat en pedra les lletres s'assenyalarien primer abans de gravar-les a cop de cisell, posant aquestes petites marques per indicar el final de la línia. Una teoria alternativa proposa que les gràcies es van incorporar a les lletres per remarcar els finals de les línies quan se cisellaven en pedra.
L'etimologia de la paraula anglesa serif no està clara, però en qualsevol cas és un terme bastant recent. La cita més antiga que es coneix és de 1830 a l'Oxford English Dictionary on apareix el terme serif  i en 1841 sans serif. D'altra banda el Webster's Third New International Dictionary segueix el rastre de la paraula fins a l'antiga paraula neerlandesa schreef , que significava escriure. Es dona el cas que actualment en neerlandès escriure és schrijven, un terme amb la mateixa arrel que les paraules  schreiben  en alemany i scribere en llatí.
En la tipografia japonesa l'equivalent al serif en els kanji i kana es diu uroko (escata de peix), i l'equivalent a les fonts amb serif són anomenats minchō.

## Ús
A les impremtes tradicionals, les tipografies amb rematada o terminal (tipus de lletra serif) estan destinades per a grans quantitats d'informació, ja que comunament es creu que són més còmodes de llegir que les tipografies sense rematada o de pal (tipus de lletra sans-serif) per a aquest propòsit. Les de pal s'usen per a petits extractes de text i per a aquelles ocasions en què cal una aparença més informal que l'aparença seriosa de les tipografies amb rematada. Els tipus de pal han començat a reemplaçar als tipus amb rematada en encapçalats per aconseguir una aparença 'més neta'.
Les tipografies amb rematada (lletres romanes i egípcia, segons la Classificació de Francis Thibaudeau) són l'opció més escollida per a textos impresos de certa longitud en llibres, diaris i revistes. Les tipografies de pal s'estan fent més populars per a aquests usos a Europa que a Amèrica del Nord, però encara són menys comuns que les tipografies amb rematada.
Encara que les tipografies amb rematada són més llegibles en mitjans impresos, s'ha provat que les de pal són més llegibles en les pantalles digitals, com a resultat, la majoria de les pàgines web empren tipus de pal, sense rematada. Les tecnologies basades en l'optimització (Optimització de font, hinting en anglès), el renderitzat amb antialiàsing i el renderitzat subpixel han mitigat parcialment el problema de llegibilitat de les tipografies serif, encara que la proporció bàsica de la majoria de les resolucions de les pantalles - normalment 100 píxels/polzada o menys -continua limitant la seva llegibilitat en les pantalles. En tot cas, experiments recents han mostrat que els temps de lectura en paraules presentades individualment són lleugerament més ràpids quan les paraules estan escrites en una tipografia de pal (sans serif) que en una tipografia amb rematada (serif).

## Classificació
Les fonts tipus Serif poden ser subdividides en: estil antic, transicional, serif slab, o modern.

El tipus Garamond és un exemple de rematada d'estil antic.

### Estil antic
Els tipus estil antic daten de 1465, i es caracteritzen per un èmfasi diagonal (les parts més fines de les lletres estan en angle en lloc de dalt i baix), diferències subtils entre les línies grosses i primes (baix contrast de línia), i una llegibilitat excel·lent. Aquests tipus guarden una semblança raonable amb la cal·ligrafia que usaven els humanistes.
Es diu que l'èmfasi diagonal dels tipus antics creen un forrellat diagonal (unió diagonal) que, combinada amb els serifs adornats amb suports, fan paraules-imatge positives (veure Bouma) i un traç que facilita la lectura. No obstant això, aquesta teoria es contradiu amb el model de reconeixement de lletres paral·lel, que gaudeix de gran acceptació entre els psicòlegs cognitius que estudien la lectura.
Els tipus d'estil antic se subdivideixen en venecianes i aldines o garaldes. La font Jenson és veneciana, mentre que Garamond, Bembo, Goudy Old Style i Palatino són aldines.

El tipus Times New Roman és un exemple de serif transitòria.

### Transicional
Els tipus transicionals (o barrocs) van aparèixer per primera vegada a mitjan segle xviii. Són les tipografies més usades. Estan a mig camí entre els tipus estil vell i els moderns, d'aquí el seu nom. Les diferències entre les línies gruixudes i fines són majors que en els tipus estil vell però són menys pronunciades que en els tipus moderns. Alguns exemples de tipus transicionals són Times Roman (1932), Geòrgia (1993) i Baskerville (1757).

El tipus Rockwell és un exemple de serif slab.

### Egipcis
Els tipus egipcis (també coneguts pel nom anglès de serif slab) van sorgir a principis del segle xix. Es caracteritzen per la poca diferència entre les línies gruixudes i fines. Les rematades solen ser tan gruixudes com les mateixes línies verticals i no solen tenir suport. Els tipus de lletra slab tenen aparença forta i rectangular. A vegades els caràcters són d'amplada fixa, és a dir, tots ocupen el mateix horitzontalment (com ocorre en les màquines d'escriure). Aquests tipus de vegades es veuen com a fonts de pal amb serifs perquè les formes dels caràcters solen ser similars als de les fonts de pal amb menor variació entre les formes fines i gruixudes. Hi ha una subcategoria del tipus serif slab anomenat "Clarendon", que tenen suports petits però importants, però l'estructura del caràcter és més semblant a les fonts serif. Alguns exemples de tipus serif slab són Clarendon, Rockwell i Courier.

El tipus Bodoni és un exemple de serif moderna.

### Modern
Els tipus de serif modern va aparèixer a la fi del segle xviii. Tenen un contrast enorme entre les línies gruixudes i fines. Les tipografies modernes tenen èmfasi vertical, amb rematades llargues, fines i suports mínims. Els serifs són molt fins i les línies verticals molt fortes. La major part dels tipus moderns són més difícils de llegir que els transicionals i l'estil antic. Alguns tipus de lletra moderns són Bodoni i Century Schoolbook.